# Hans Schadenbauer
Hans Schadenbauer (Maria Lankowitz (Stiermarken), 18 juni 1937) is een Oostenrijks componist, muziekpedagoog, dirigent en klarinettist

## Levensloop
Schadenbauer ging als klein jongetje al op de muziekschool in Maria Lankowitz en leerde klarinet te bespelen. Al spoedig werd hij lid in de Bergkapelle Piberstein. Hij werd in 1957 klarinettist bij de Militärmusik des Militärkommandos Steiermark. Hij studeerde aan de Universität für Musik und darstellende Kunst Wien in Wenen onder andere bij Karl Österreicher. Zijn diploma behaalde hij onder andere in het hoofdvak klarinet en in 1971 het diploma als kapelmeester. 
Op 1 juli 1971 werd hij dirigent van de Militärmusik des Militärkommandos Burgenland in Eisenstadt. Een hoogtepunt met dit orkest was de deelname aan het Internationale Blasmusikfestival 1974 in Bern. In hetzelfde jaar werd hij tot dirigent van de Gardemusik Wien beroepen en sinds 1978 is hij tegelijkertijd Landeskapelmeister van Wenen. Als Landeskapelmeister van Wenen is hij tegelijkertijd artistiek leider van het grote Österreichisches Blasmusikfestival, dat ieder jaar in Wenen gehouden werd. Daarmee verbonden is het werk als dirigent van het magnifieke afsluitingsconcert met alle deelnemende harmonieorkesten op de plein voor het stadhuis in Wenen. 
Als kapelmeester van de Gardemusik Wien bleef hij, tot hij op 30 november 2002 met pensioen ging. 
Met een dissertatie over Die Militärmusik des ersten Bundesheeres in der Bundeshauptstadt Wien (1918-1938) gradueerde hij tot Magister Artium. In 1991 werd hij tot professor beroepen. In 1979 en 1980 is hij ook dirigent van het harmonieorkest Betriebsmusik der Wiener Linien. 
Verder is hij dirigent van het Original Carl Michael Ziehrer Orchester. In de Carl-Michael-Ziehrer-stichting verricht hij waardevolle arbeid. Bij de concerten met het Original Carl Michael Ziehrer Orchester brengt hij altijd jonge mensen (zangeressen en zangers) op het concertpodium en stelt zij daarmee een groot publiek voor. 
Schadenbauer is professor aan het Joseph-Haydn-Conservatorium in Eisenstadt.
Hij componeerde verschillende werken voor harmonieorkest. Schadenbauer is lid in de Österreichischer Komponistenbund. 

## Composities

### Werken voor harmonieorkest
- 1982 Ehre und Pflicht
- 1990 Festlicher Auftakt
- 1995 Freizeit und Kultur, mars
- 1997 Dr. Michael Häupl-Marsch
- 1997 Oberst Liwa Marsch
- 1998 Majcen-Marsch
- Dr. Helmut Zilk-Marsch   (opgedragen aan de burgemeester van de stad Wenen)
- Schollmeyer-Marsch
- Schrems-Marsch

- Gemeinsame Normdatei: 134508483
- International Standard Name Identifier: 0000 0000 5859 5001
- Library of Congress Control Number: n2014005720
- Virtual International Authority File: 79651794
- WorldCat: E39PBJvmJJxwtdYhFbyb8JHBfq